# Nero, cane di leva
Nero, cane di leva (のらくろ?, Norakuro), presentata in Italia con il titolo Avventure, disavventure e amori di Nero, cane di leva, è una serie anime giapponese prodotta da TCJ Eiken.
La sigla per l'edizione italiana è stata interpretata dal gruppo I Cavalieri del Re e pubblicata sul singolo Nero cane di leva/L'isola del tesoro.

## Personaggi
- Nero
- Nora
- Cap. Levriero
- Ten. Terrier
- Col. Bulldog
- Serg. Granito

## Episodi

### Serie del 1970
| Nº | Titolo italiano Giapponese 「Kanji」 - Rōmaji                                                                    | In onda          | In onda                       |
| Nº | Titolo italiano Giapponese 「Kanji」 - Rōmaji                                                                    | Giapponese       | Italiano                      |
| 1  | La grande fuga 「大脱走の巻」Uno stomaco a riposo 「特製胃袋の巻」                                               | 5 ottobre 1970   | 27-28 settembre 1982          |
| 2  | La conquista dei Kappa 「河童大騒動の巻」La sentinella del magazzino esplosivi 「火薬庫歩哨の巻」                | 12 ottobre 1970  | 29-30 settembre 1982          |
| 3  | Duello alla baionetta 「銃剣術の巻」Esercitazione antiaerea 「防空演習の巻」                                     | 19 ottobre 1970  | 1°-4 ottobre 1982             |
| 4  | La cattura del capitano delle scimmie 「山ザル隊長捕虜の巻」Un'impresa valorosa 「ガッカリ大手柄の巻」           | 26 ottobre 1970  | 7-8 ottobre 1982              |
| 5  | L'attacco dei carri armati 「突撃戦車隊の巻」Caccia all'elefante 「象狩の巻」                                    | 2 novembre 1970  | 5-6 ottobre 1982              |
| 6  | Il duello 「一騎打ちの巻」La costruzione dell'aeroplano 「飛行機を作れ!」                                        | 9 novembre 1970  | 11-12 ottobre 1982            |
| 7  | Al fuoco 「火事だあ～の巻」Spionaggio militare 「軍事探偵の巻」                                                  | 16 novembre 1970 | 13-14 ottobre 1982            |
| 8  | Marcia nella neve 「雪の進軍の巻」Un cavallo recalcitrante 「暴れ馬の巻」                                        | 23 novembre 1970 | 15-18 ottobre 1982            |
| 9  | Lo scimiotto smarrito 「迷子の子ザルの巻」Il controllo medico 「清潔検査の巻」                                   | 30 novembre 1970 | 19-20 ottobre 1982            |
| 10 | La forza della poesia 「古池や...の巻」L'inespugnabile collina 「激戦第3高地」                                   | 7 dicembre 1970  | 21-22 ottobre 1982            |
| 11 | ? 「母ちゃん!たすけての巻」La trappola 「斥候の巻」                                                              | 14 dicembre 1970 | ?-25 ottobre 1982             |
| 12 | Le acque termali 「いい湯だぞの巻」Il giorno della visita 「面会日の巻」                                         | 22 dicembre 1970 | 26-27 ottobre 1982            |
| 13 | Il sergente venuto dall'Ovest 「西から来た軍曹殿の巻」Il cavaliere generoso 「武士のなさけの巻」                 | 28 dicembre 1970 | 28-29 ottobre 1982            |
| 14 | Sono tutto solo 「ぼくは一人ぼっちの巻」La cattura del mostro 「怪獣退治の巻」                                   | 4 gennaio 1971   | 1°-2 novembre 1982            |
| 15 | La grande inondazione 「大洪水の巻」Nero stratega 「スパイ珍作戦の巻」                                           | 11 gennaio 1971  | 3-4 novembre 1982             |
| 16 | La cura dimagrante 「トレーニングコーチの巻」Ama il tuo nemico 「汝の敵を愛せよの巻」                            | 18 gennaio 1971  | 5-8 novembre 1982             |
| 17 | Il comandante è scomparso 「連隊長殿行方不明の巻」La battaglia a palle di neve 「雪合戦の巻」                    | 25 gennaio 1971  | 9-11 novembre 1982            |
| 18 | Il turno di sentinella 「不寝番の巻」Grandi manovre 「野外演習の巻」                                             | 1º febbraio 1971 | 12-15 novembre 1982           |
| 19 | Il carro armato volante 「空とぶ戦車の巻」Esercitazione di tiro 「射撃演習の巻」                                 | 8 febbraio 1971  | 16-17 novembre 1982           |
| 20 | Missione compiuta 「使命を果せの巻」Guai nello stagno dei Kappa 「カッパ沼異変の巻」                             | 15 febbraio 1971 | 27 novembre - 4 dicembre 1982 |
| 21 | I due ospiti che vengono dal freddo 「寒い国から来た父子の巻」Il saluto alla bandiera 「オンボロ軍旗に敬礼の巻」 | 22 febbraio 1971 | 11-18 dicembre 1982           |
| 22 | Il rapimento di Milu 「ミコちゃんSOSの巻」Un ragazzo terribile 「わんぱく大将がやって来たの巻」                  | 1º marzo 1971    | 8 gennaio - 9 maggio 1983     |
| 23 | La strategia del grande treno 「大列車作戦の巻」Arriva la primavera 「春よ来いの巻」                             | 8 marzo 1971     | 12-16 maggio 1983             |
| 24 | Il super cannone 「ウルトラ大砲の巻」Bisogna resistere, soldati 「がんばれ二等兵の巻」                           | 15 marzo 1971    | 19-23 maggio 1983             |
| 25 | Il ritorno del sergente Bisteccone 「帰って来た軍曹殿の巻」Duplo torna alla carica 「わんぱく大将捕虜の巻」      | 22 marzo 1971    | 26 maggio - 2 giugno 1983     |
| 26 | Il caso dell'ombrello 「蛇の目傘作戦の巻」Un soldato si vede nel pericolo 「男は度胸の巻」                       | 29 marzo 1971    | 30 maggio - 6 giugno 1983     |